# Пудемський
Пуде́мський (рос. Пудемский) — станційне селище у складі Ярського району Удмуртії, Росія.

## Населення
Населення — 13 осіб (2010, 27 у 2002).
Національний склад станом на 2002 рік:
- удмурти — 67 %